# Zebinisso Rustamova
Zebinisso Rustamova   (Duixanbé, 29 de gener de 1955) és una ex-tiradora amb arc tadjic que va competir sota bandera soviètica durant les dècades de 1970 i 1980.
El 1976 va prendre part en els Jocs Olímpics de Mont-real, on va guanyar la medalla de bronze en la prova individual femenina del programa de tir amb arc.
En el seu palmarès també destaquen dues medalles d'or i dues de plata al Campionat del món de tir amb arc, tres d'or i una de bronze al Campionat d'Europa de tir amb arc i dos campionats nacionals (1975, 1976).
Un cop retirada passà a exercir tasques directives al Comitè Estatal de Cultura Física i Esports del Tadjikistan (1986 a 1995) i com a primer president del Comitè Olímpic del Tadjikistan, entre 1992 i 2000.